# Cathédrale de la Transfiguration-du-Sauveur de Novozybkov
La cathédrale de la Transfiguration-du-Sauveur (Спасо-Преображенский собор) est une église orthodoxe de vieux-croyants située en Russie à Novozybkov dans l'oblast de Briansk. Elle appartient à l'éparchie de Moscou de l'Église vieille-orthodoxe russe. De 1963 à l'an 2000, c'était l'église-cathédrale de cette obédience. Elle est dédiée à la Transfiguration du Christ.

## Histoire

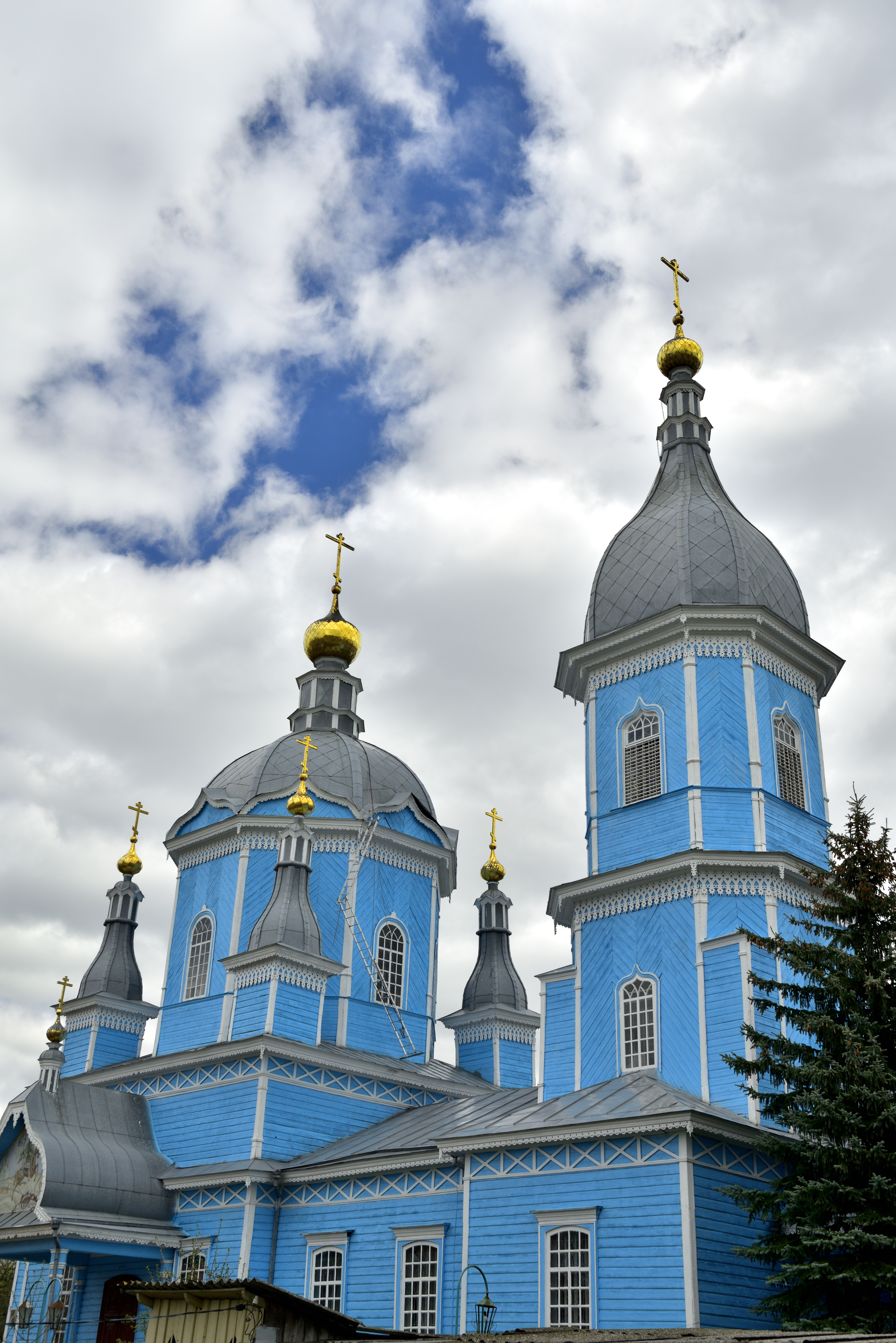
La Cathédrale.

L'église de bois est construite en 1911-1914 sur les fonds d'un marchand vieux-croyant fortuné de Novozybkov, Dmitri Koublitski, avec l'aide de toute la communauté,.
L'église est fermée lors d'une campagne d'athéisme en 1938. Le culte est rétabli en 1943. En 1963, elle devient la cathédrale de l'Église vieille-orthodoxe russe avec pour recteur Aristarque, futur chef de cette obédience. Deux nouvelles absides sont construites en 1970-1980, les coupoles sont dorées, l'iconostase restaurée, et quatre nouvelles cloches sont bénies. Les fresques intérieures sont refaites. Un séminaire sous les auspices de l'église est ouvert en 1990.
L'archevêque Aristarque est enterré en l'an 2000 près de l'autel. Le nouveau chef de l'Église vieille-orthodoxe russe, Alexandre transfère sa chaire de Novozybkov à Moscou, à la cathédrale de l'Intercession.

## Architecture

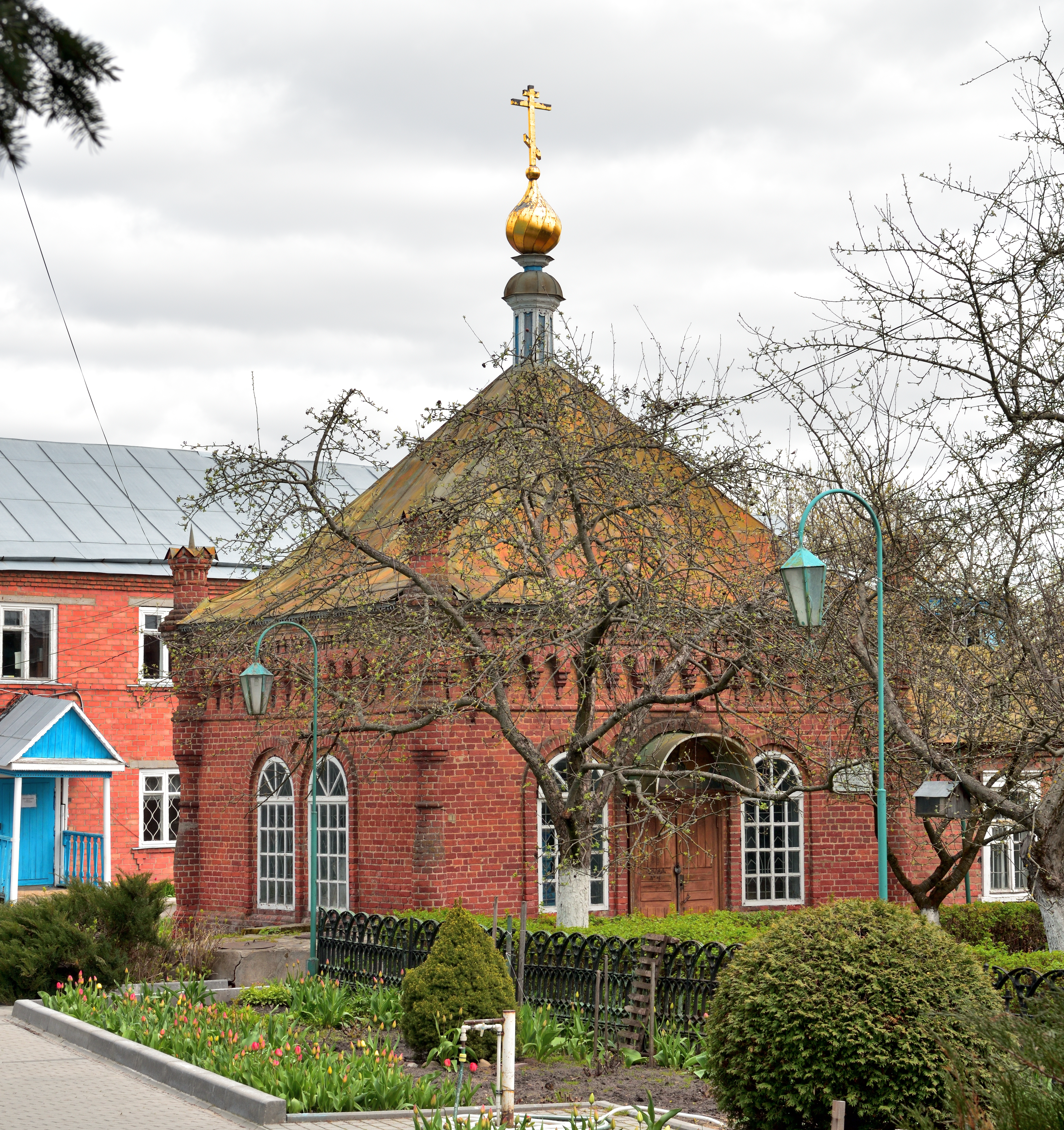
Chapelle de briques.

L'église de bois repose sur un socle de briques; elle est de style éclectique. Son clocher à trois niveaux au toit en forme de poire est relié à l'église par une trapeznaïa,.
Les fresques intérieures sont à l'origine peintes dans un style plutôt naïf et elles sont refaites dans les années 1980, sauf deux anges d'origine dans la trapeznaïa. L'iconostase est à cinq niveaux. Les deux du bas datent du début du XXe siècle, les trois du haut, des années 1980.
Une petite chapelle de la fin du XIXe siècle, édifiée en briques, et du même style que l'église se trouve du côté sud de l'édifice.

## liens externes
- (ru) Cet article est partiellement ou en totalité issu de l’article de Wikipédia en russe intitulé « Спасо-Преображенский собор (Новозыбков) » (voir la liste des auteurs).